# ヘンリー・チャータリス (第13代クロフォード伯爵)
第13代クロフォード伯爵ヘンリー・チャータリス（英語: Henry Charteris, 13th Earl of Crawford、出生名ヘンリー・リンジー（Henry Lindsay）、1557年以降 – 1623年）は、スコットランド貴族。

## 生涯
第10代クロフォード伯爵デイヴィッド・リンジーとマーガレット・ビートン（Margaret Beaton、1574年以降没、デイヴィッド・ビートンの娘）の息子として生まれた。
1584年9月25日の認可状によりジョン・チャータリス（John Charteris）の養子になり、姓をチャータリス（Charteris）に改めた後、1587年9月20日にスコットランド王国議会が認可状を批准した。ただし、子女はリンジー姓を名乗った。
スコットランド王妃アン・オブ・デンマークの家政長官（Master of the Household）を務めた。
1623年にフィンヘイヴン城で死去、同地の教会に埋葬された。次男ジョージが爵位を継承した。

## 家族
1586年7月26日までにヘレン・チザム（Helen Chisholm、ジェイムズ・チザムの娘）と結婚、2男1女をもうけた。
- ジョン（1615年没） - 1607年12月8日以降、ジーン・アバーネシー（Jean Abernethy、第7代ソルトーン卿ジョージ・アバーネシーの娘）と結婚、2女をもうけた
- ジョージ（1633年没） - 第14代クロフォード伯爵
- マーガレット - 1620年1月以降、アンドルー・グレイ（Andrew Gray）と結婚

1599年12月2日にマーガレット・ショー（Margaret Shaw、1644年10月2日以降没、サー・ジェイムズ・ショーの娘）と再婚、3男3女をもうけた。
- アレグザンダー（1639年没） - 第15代クロフォード伯爵
- ヘンリー（1641年10月2日以前没） - 生涯未婚
- ルドヴィック（1652年没） - 第16代クロフォード伯爵
- ヘレン（1641年10月2日以前没）
- キャサリン（1641年10月2日以前没）
- エリザベス（1631年7月23日以降没）